# Orthoporus extensus
Orthoporus extensus är en mångfotingart som beskrevs av Loomis 1966. Orthoporus extensus ingår i släktet Orthoporus och familjen Spirostreptidae. Inga underarter finns listade i Catalogue of Life.